# Tenente Laurentino Cruz
Tenente Laurentino Cruz è un comune del Brasile nello Stato del Rio Grande do Norte, parte della mesoregione del Central Potiguar e della microregione della Serra de Santana.